# نصرت‌الدین محمد
نصرت الدین محمد مشهور به شاه نصرت سومین پادشاه از خاندان مهربانی(ملک مهربان کیانی) بود. او با درگذشت پدرش، نصیرالدین محمد بن ابوالفتح در روز شنبه چهاردهم ربیع‌الاول سال۷۲۸ ه. ق به سلطنت سیستان رسید.